# 真田魂
『真田魂』（さなだだましい）は、重野なおきによる日本の4コマ漫画作品。『ヤングアニマルDensi』、のち『マンガPark』（白泉社）において、2015年1月30日よりウェブ配信されている。2013年から開始していた『軍師 黒田官兵衛伝』と並行しており、掲載サイトの移行も同時に行われたが、両作とも『明智光秀放浪記』連載期間を挟んで2019年から2020年にかけて一時休止している。
真田幸隆（幸綱）、真田昌幸、真田信幸と真田信繁（幸村）を中心人物とし、家名と領土を守るために奮闘する戦国最強の血統・真田家を『ヤングアニマル』誌で連載中の『信長の忍び』と同じタッチで描いた4コマ漫画。物語は1541年、幸隆が真田の土地を追われた時から始まる。

## 主な登場人物
作品中に登場する武田信玄その他の人物は『信長の忍び』も参照。統率・知略・政治・武術は単行本巻末の「戦国武将名鑑」のパラメーターの数値。

### 真田家
真田幸隆(幸綱)（さなだ ゆきたか）
統率8 知略9 政治8 武術5 執念10
本作の中心人物の一人。武士にとって一番大事なのは「家」と「土地」を守るというのがモットーで、「真田魂とは決して諦めぬこと」を子や孫に説いている。
信玄の父信虎によって真田の土地を奪われるも、5年後に家督を継いだ信玄に請われ武田家臣となる。あくまでも武田と真田の利害が一致したための関係であることを昌幸に話している。
信玄が落とせなかった砥石城を謀略により攻略し、その後の合戦においても功を上げ続けたことでかつての土地を取り戻す。信玄の死から約1年後に逝去。
真田昌幸（さなだ まさゆき）
統率9 知略9 政治9 武術7 眼力10(信長の忍びにも併記)　
本作の中心人物の一人。甲斐の大名武田家に仕える。信玄の命により武藤家の家督を継ぎ武藤昌幸と名乗っていた時期もある。長篠の戦いの後に真田家の家督を継ぐ。
信玄より「昌幸はこの信玄の目である」と称され様々な事象を眼力で見抜くことで武田の躍進を支えていたが、西上作戦で信玄、長篠では兄信綱・昌輝を失う悲劇が続く。韮崎への本拠地移転によって武田が滅亡することまでは見抜くことはできなかった。武田家の滅亡後は誰も主とは仰がず真田郷を守ると決意する。下駄の投擲が得意。
真田信幸（さなだ のぶゆき）
統率8 知略8 政治8 武術8 長生き10
本作の中心人物の一人。昌幸の長男。信綱の娘の清音を娶る。
弟・信繁に比べて堅実な考えを持ち、昌幸は家を守ることについて優れていると評価している。
真田信繁（幸村）（さなだ のぶしげ）
本作の中心人物の一人。昌幸の次男。後に幸村の名と日本一の兵としてその名を轟かせることになる少年。幼名は「弁丸」。
兄・信幸に比べると直感に優れる。昌幸はその優れた才能を評価するが、それが故に家を滅ぼすのではないかと危惧もしている。
山手殿（やまのてどの）
昌幸の正室。本作では諸説ある出自から尾藤頼忠の娘説を採用している。昌幸の眼によればかなりグラマラスな体型とのこと。知恵者ではないのだが、ゴシップについては詳しい。
村松殿（むらまつどの）
昌幸の長女でかなりのトラブルメーカー。小山田茂誠に嫁ぐ。
清音（きよね）
信幸の正室で父は信綱。とにかく存在感が薄い。
信幸とは相思相愛の仲であったが、徳川から信幸と稲姫の縁談が出ると自ら側室に降格することを進言している。
稲姫（いなひめ）
本多忠勝の娘。家康の養子として信幸に嫁ぐ。
真田信綱（さなだ のぶつな）
統率7 知略6 政治6 武術9 力10
幸隆の長男で、昌幸の長兄。昌輝とよく似た容姿をしているが、彼のほうが長身で恰幅の良い体型をしている。
謀将である父とは対照的に、武勇に優れた猛将だが、ロマンチストな一面も持ち合わせている。武田家に対するスタンスも父とは異なり、織田家を倒すためにも武田に忠義を尽くすべき、と考えている。長篠の戦いで討死。
真田昌輝（さなだ まさてる）
統率6 知略7 政治5 武術8 技10
幸隆の次男で、昌幸の次兄。信綱とよく似た容姿をしているが、彼のほうが細めの体型をしている。
兄同様、勇猛で忠義に厚い人物。兄ともども、長篠の戦いで討ち死にする。
矢沢頼綱（やざわ よりつな）
統率9 知略8 政治6 武術8 鉄壁10
幸隆の弟で分家筋に当たる矢沢家の当主。隠れた実力者で、北条の大軍を寡兵で打ち破る活躍を見せている。

### 武田家
武田信玄（たけだ しんげん）
統率10 知略10 政治9 武術8 温泉愛10
甲斐国躑躅ヶ崎館を本拠とする戦国大名・武田家当主で、真田家の主君。温泉好きでイモムシが苦手。
昌幸にとっては軍略などを教えてくれる師でもある。
武田勝頼（たけだ かつより）
統率9 知略7 政治7 武術9 父越え10
信玄の四男で、信玄の死後に家督を継ぐ。後継者となるまでの経緯から彼が家を継ぐことを疑問視する家臣も多く、また自身もそれを自覚しているため焦っている節がある。
長篠の戦いでの敗走を機に当主としての成長を見せるようになり、昌幸からも評価を改められる。
織田軍の甲州征伐で高遠城を落とされた後、「最期を迎えるなら父祖伝来の甲斐にしたい」という思いから昌幸の岩櫃城へ移る案を退け岩殿城へ移ろうとするも、小山田信茂の裏切りで叶わず、天目山で自刃する。
長坂釣閑斎（ながさか ちょうかんさい）
統率4 知略7 政治8 武術6 出世欲10（『信長の忍び』にも併記）
勝頼の側近。跡部勝資とともに勝頼が当主となる前から彼を支えていた。
勝頼に気に入られる発言ばかりして重臣を遠ざけるなど、性格面に問題のある人物で、そのため昌幸からは嫌悪感をもたれている。また彼自身も昌幸を出世のための障壁として危険視している。
しかし実力と勝頼に対する忠誠心は本物で、織田家の武田領への本格的な侵攻が始まったことで家臣が離反するようになっても勝頼を支え続ける。武田家が滅亡する直前には昌幸とも信頼関係が芽生え始めており、新府城を捨てるときには昌幸を生かすべく彼の領地にある岩櫃城ではなく小山田領にある岩殿城に移ることを進言する。天目山の戦いでも勝頼と行動をともにしており、致命傷を負うと最期に「唯一自分を忠臣と言ってくれた昌幸が今後どういう人生を歩むのか見てみたかった」と思いながら絶命する。
小山田信茂（おやまだ のぶしげ）
統率7 知略6 政治6 武術7 投石10(信長の忍びにも併記)
武田軍投石部隊長で、昔の野球漫画の主人公を思わせる容貌の持ち主。下駄投げが得意な昌幸をライバル視している。
織田家の甲斐侵攻に際して自領にある岩殿城へ移るよう勝頼を説得するも、家臣の反発に遭い勝頼を裏切る。戦後織田信忠の元へ降伏しに行くが、許されず処刑されている。

### 北条家
北条氏政（ほうじょう うじまさ）
統率7 知略7 政治8 武術6 汁かけ飯10
相模国小田原城を本拠とする戦国大名・北条家当主。よく汁かけご飯を食べているが、なぜかいつも分量を間違えている。
なお、『戦国雀王のぶながさん』での登場時とは容姿が違う。
北条氏直（ほうじょう うじなお）
統率8 知略6 政治6 武術4 血統自慢10
氏政の嫡男。信玄、氏康という2人の名将を祖父に持っていることが自慢。妻は家康の娘・督姫。かなり気まぐれな性格の持ち主。
小山田茂誠（おやまだ しげまさ）
統率3 知略5 政治3 武術6 遠恋10
元・武田家臣で村松の夫。一族の総意により北条に仕えたことで村松と離れ離れになるが、互いに想い合っている。
猪俣邦憲（いのまた くにのり）
統率5 知略4 政治3 武術8 イノシシ似10
北条家臣。沼田城攻めでは氏邦の配下として先鋒を務めるが、猪突猛進した末に矢沢頼綱の策にかかり大敗する。
北条と豊臣の外交交渉で北条の臣従が決まりかけた矢先に名胡桃城を謀略で奪い、秀吉の小田原征伐に繋がってしまう。

### 徳川家
徳川家康（とくがわ いえやす）
統率10 知略8 政治9 武術7 脱糞10
遠江国・三河国を収める大名・徳川家当主。かなりのビビリであり、信玄をはじめとして彼が心底恐れる人物が数多く存在する。
北条との戦いの最中、正信の進言により昌幸を引き入れるも沼田城没収の件や室賀正武を使っての暗殺未遂で見限られ離反される。
本多正信（ほんだ まさのぶ）
統率2 知略9 政治9 武術2 鷹匠10
徳川家臣で家康の参謀。家中では武闘派の家臣たちから嫌われている。かつては鷹匠でもあったことから、鷹を操るのが得意で偵察もさせている。
その明晰な頭脳から昌幸の真意を見抜いており、時には暗殺してしまおうと進言もしている。
大久保忠世（おおくぼ ただよ）
統率6 知略3 政治3 武術8 豪放10
徳川家臣。単純な性格で、元忠と共に上田城を攻めるも真田の策の前に大敗する。
その単純さ故にサッパリとした気質でもあり、自身らを散々に打ち破った信幸が駿府城を訪れたときには快く迎え入れていた。
鳥居元忠（とりい もとただ）
統率8 知略5 政治4 武術7 実直10
徳川家臣。忠世と共に上田城攻めを担当するが大敗している。忠世からは頭脳派と評されているが、知略の面では大して変わらない。

### 上杉家
上杉景勝（うえすぎ かげかつ）
越後国春日山城を本拠とする戦国大名・上杉家当主。極めて口数が少ないが、兼続とは十分に意思疎通ができている。
直江兼続（なおえ かねつぐ）
上杉家臣にして、景勝の参謀兼通訳。景勝とは対象的に能弁。

## 書誌情報
- 重野なおき 『真田魂』 白泉社〈ジェッツコミックス→ヤングアニマルコミックス〉、既刊5巻（2025年4月28日現在）[注釈 6]
  1. 2016年5月5日第1刷発行（2016年4月28日発売[2]）、ISBN 978-4-592-14059-7 - カバー裏年表、1513年から1581年
  2. 2019年3月5日第1刷発行（2019年2月28日発売[3]）、ISBN 978-4-592-14060-3 - カバー裏年表、1582年から1585年
    - 巻末に武川佑による書き下ろし短編小説を掲載

  3. 2021年8月5日第1刷発行（2021年7月29日発売[4]）、ISBN 978-4-592-16248-3
  4. 2023年3月29日発売[5]、ISBN 978-4-592-16249-0
  5. 2025年4月28日発売[6]、ISBN 978-4-592-16250-6